# Acolutha canicosta
Acolutha canicosta là một loài bướm đêm trong họ Geometridae.